# 2013년 산시성 폭발
2013년 산시성 폭발에 관한 문서이다.
2013년 11월 6일 산시성 (산서성) 타이위안시의 중국공산당 사무실 밖에서 폭탄으로 의심되는 일련의 폭발이 발생했다. 이 폭발로 인해 최소 1명이 사망하고 8명이 부상을 입었다. 41세 타이위안 주민 펑즈쥔이 11월 8일 체포되었다.

## 공격
오전 7시 40분, 20층짜리 공산당 본부 밖에서 6개의 급조폭발 장치가 폭발했다. 1명이 사망하고 8명이 부상을 입었다.

## 용의자
41세의 펑즈쥔은 2013년 11월 8일 아침 폭탄 테러와 관련하여 체포되었다. 펑즈쥔은 폭발을 일으켰다고 자백했다. 펑즈쥔은 타이위안시의 싱화링 지역에 거주했으며 유죄 판결을 받은 도둑이다.

## 같이 보기
- 2013년 톈안먼 광장 자동차 돌진 사건